# Camavis
Els camavis (en llatí Chamavi, en grec antic Καμαυοί, Καμαβοί, Χάμαβοι) eren un poble germànic, potser el mateix que els gambrivis que menciona Estrabó. Es troben en diferents indrets al llarg de la història.
Vivien originàriament a la vora del Rin, al lloc que més tard van ocupar els tubants i encara més tard pels usipets, diu Tàcit. Es van traslladar a l'interior, cap al país dels brúcters, i es diu que quan van entrar al seu territori van ser aniquilats. Claudi Ptolemeu parla dels quemes, segurament una branca dels camavis, i diu que ocupaven una part del país que abans havia estat dels brúcters.
Després no se'ls torna a mencionar fins uns segles més tard, quan eren un dels pobles confederats amb els francs, i fins i tot alguns d'ells es van establir a la Gàl·lia.